# Winona (Teksas)
Winona je gradić u američkoj saveznoj državi Teksas. Prema popisu stanovništva iz 2010. u njemu je živjelo 576 stanovnika.